# Maria Schell
Maria Margarethe Anna Schell (ur. 15 stycznia 1926 w Wiedniu, zm. 26 kwietnia 2005 w Preitenegg) – austriacko-szwajcarska aktorka filmowa i telewizyjna. Lauretka Pucharu Volpiego dla najlepszej aktorki za rolę w filmie Gervaise (1956).
Siostra aktora, laureata Oscara Maximiliana Schella. Występowała także w filmach amerykańskich, ale zrezygnowała z hollywoodzkiej kariery. W 2002 jej brat zrealizował o niej film dokumentalny pt. Moja siostra Maria. Ostatnie lata życia aktorka spędziła w swoim domu w Karyntii zmagając się z chorobami, a także kłopotami finansowymi. Zmarła w wyniku zapalenia płuc w wieku 79 lat.

## Wybrana filmografia
- 1954: Ostatni most jako Helga Reinbek
- 1956: Gervaise jako Gervaise Macquart
- 1957: Rose Bernd jako Rose Bernd
- 1957: Białe noce jako Natalia
- 1958: Bracia Karamazow jako Grushenka
- 1959: Drzewo powieszonych jako Elizabeth Mahler
- 1960: Cimarron jako Sabra Cravat
- 1973-78: Kojak (serial telewizyjny) - gościnnie
- 1974: Akta Odessy (1974) jako pani Miller
- 1976: Przeklęty rejs jako pani Hauser
- 1976: Mieszczańskie szaleństwa jako Gretel
- 1978: Superman jako Vond-Ah
- 1982: Nieznajomi z Sans-Souci jako Anna Helwig
- 1984: Król Drozdobrody jako królowa Maria